# Raddea panda
Raddea panda är en fjärilsart som beskrevs av John Henry Leech 1900. Raddea panda ingår i släktet Raddea och familjen nattflyn. Inga underarter finns listade.